# Shehan Abeypitiya
Shehan Abeypitiya ou Abeypitiyage (né le 17 janvier 1990 à Colombo) est un athlète srilankais, spécialiste du sprint.
Il détient le record national du relais 4 x 100 m en 39 s 08, obtenu lors des Jeux du Commonwealth de 2018.